# Nik Henigman
Nik Henigman (Ljubljana, 1995. december 4. –) szlovén válogatott kézilabdázó, balátlövő.

## Pályafutása

### Klubcsapatban
Pályafutását hazájában, az RD Ribnica csapatában kezdte. A 2016–2017-es szezonban pályára lépett az EHF-kupa csoportkörében. 2018 nyarától a Pick Szeged játékosa. Két magyar bajnoki cím megnyerése után 2022-ben a francia élvonalbeli Saint-Raphaël Var Handball játékosa lett.

### A válogatottban
2016-ban, húsz éves korában mutatkozott be a szlovén válogatottban. Részt vett a 2016-os riói olimpián, ahol hatodik helyen végzett a csapattal. A 2018-as férfi kézilabda-Európa-bajnokságon bronzérmet szerzett a válogatott tagjaként.

## Sikerei, díjai
Szeged
- Magyar bajnok (2): 2020–21, 2021–22
- Magyar Kupa-győztes (1): 2019[8]